# Um Dia na Vida de Ivan Denisovich
Um dia na vida de Ivan Denisovich é um livro do escritor russo Alexandre Solzhenitsin, que foi publicado em novembro de 1962.
O livro relata a história fictícia do russo Ivan Denisovich, acusado injustamente de ter espionado a favor dos alemães, após a sua captura na frente de batalha. Esta história é semelhante ao que o autor Alexander Soljenítsin passou após a guerra.
O livro descreve as impressionante condições da prisão e do sistema prisional soviético. Na sua pena de dez anos, Ivan Denisovich tem que a cada dia trabalhar no Cazaquistão sob temperaturas baixíssimas, tendo dificuldade para se alimentar devido à péssima comida, é punido por dormir por mais de alguns minutos, tem que trabalhar fazendo o uso de luvas que se rasgam com facilidade, usar sapatos de número inferior ao de seu pé e dormir em camas improvisadas com cobertores sujos e rasgados. Os prisioneiros tem que torcer para que a temperatura externa seja inferior a -41°C, para que possam ser dispensados do árduo trabalho diário.
Um dia, Soljenítsin após muito relutar procurou o editor-chefe da Noviy Mir, um poeta chamado Alexander Tvardóvski, com o seu manuscrito em mãos. Foi após a publicação deste livro que a sociedade soviética finalmente soube o que se passava com as pessoas que eram condenadas por crimes políticos. A publicação da obra foi autorizada por Nikita Kruschev, aparentemente para provar as suas acusações contra o dirigente soviético anterior, Josef Stalin.